# Egentlige antiloper
De egentlige antiloper (Antilopinae) er en underfamilie af skedehornede pattedyr med omkring 34 arter. Det er små eller middelstore, slanke og højbenede dyr med ringlede horn og kort hale. De er udbredt i det sydøstlige Europa, størstedelen af Asien og hele Afrika. Det er hurtige og sirligt byggede dyr. Horn findes hos begge køn blandt de afrikanske arter, men mangler hos hunner blandt de asiatiske. Hornene er lyreformede med fremadrettede spidser.

## Systematik
De tre slægter Eudorcas, Gazella og Nanger kaldes for gazeller. De nulevende arter i underfamilien Antilopinae inddeles på følgende måde:
- Tribus Antilopini
  - Slægt Ammodorcas
    - Dibatag (clarks gazelle) Ammodorcas clarkei

  - Slægt Antidorcas
    - Springbuk Antidorcas marsupialis

  - Slægt Antilope
    - Hjorteantilope (bezoarantilope) Antilope cervicapra

  - Slægt Eudorcas
    - Eudorcas rufifrons [4]
    - Thomsongazelle Eudorcas thomsoni

  - Slægt Gazella
    - Indisk gazelle (chinkara) Gazella benettii
    - Dorcas gazelle Gazella dorcas
    - Gazella erlangeri [5]
    - Gazella gazella
    - Spekes gazelle Gazella spekei
    - Atlas-gazelle Gazella cuvieri
    - Gazella leptoceros
    - Gazella subgutturosa

  - Slægt Nanger
    - Damagazelle (mohr) Nanger dama
    - Grants gazelle Nanger granti
    - Nanger soemmerringii

  - Slægt Litocranius
    - Girafgazelle (gerenuk) Litocranius walleri

  - Slægt Procapra
    - Zeren (mongolsk gazelle) Procapra gutturosa
    - Goa (tibetansk gazelle) Procapra picticaudata
    - Procapra przewalskii

  - Slægt Saiga
    - Saiga (steppeantilope) Saiga tatarica
- Tribus Neotragini (dværgantiloper)
  - Slægt Dorcatragus
    - Beira Dorcatragus megalotis

  - Slægt Madoqua (dik-dik)
    - Gynthers dik-dik Madoqua guntheri
    - Madoqua kirkii
    - Madoqua piacentinii
    - Madoqua saltiana

  - Slægt Neotragus
    - Neotragus batesi
    - Suni (moskusantilope) Neotragus moschatus
    - Kongeantilope Neotragus pygmaeus

  - Slægt Oreotragus
    - Klippespringer Oreotragus oreotragus

  - Slægt Ourebia
    - Oribi Ourebia ourebi

  - Slægt Raphicerus
    - Steenbok Raphicerus campestris
    - Raphicerus melanotis [6]
    - Raphicerus sharpei